# Barukan (Manisrenggo)
Barukan is een bestuurslaag in het regentschap Klaten van de provincie Midden-Java, Indonesië. Barukan telt 2867 inwoners (volkstelling 2010).